# Diecezja Kindu
Diecezja Kindu – diecezja rzymskokatolicka  w Demokratycznej Republice Konga. Powstała w 1956 jako wikariat apostolski. Diecezja od 1959.

## Biskupi diecezjalni
- Jean Fryns  (1957–1965)
- Albert Onyembo Lomandjo, C.S.Sp. (1966–1978)
- Paul Mambe Mukanga (1979–2004)
- Willy Ngumbi M.Afr. (2007–2019)
- François Abeli Muhoya Mutchapa (od 2021)